# Puchar BVA mężczyzn (2019)
Puchar BVA mężczyzn 2019 (oficjalnie: Men's BVA Cup 2019) – dwunasta edycja turnieju o puchar krajów bałkańskich organizowanego przez Balkan Volleyball Association (BVA). Rozgrywki odbyły się w dniach 2-4 października 2019 roku w Strumicy w Macedonii Północnej.
W Pucharze BVA 2019 wzięły udział trzy zespoły. Rozegrały one między sobą po jednym spotkaniu. Z rozgrywek wycofał się serbski klub Mladi Radnik Požarevac ze względu na uczestnictwo klubu Prishtina Volley reprezentującego Kosowo.
Puchar BVA zdobył klub Tokat Belediye Plevne. Uzyskał on prawo gry w sezonie 2019/2020 w Pucharze Challenge.

## Drużyny uczestniczące
| Państwo            | Klub                                 |
| ------------------ | ------------------------------------ |
| Kosowo             | Prishtina Volley                     |
| Macedonia Północna | Gio Strumica                         |
| Serbia             | Mladi Radnik Požarevac (wycofał się) |
| Turcja             | Tokat Belediye Plevne                |

## Hala sportowa
| Hala sportowa "Park"         |
| ---------------------------- |
| Strumica, Macedonia Północna |
| Pojemność: 1800 miejsc       |

## Rozgrywki

### Tabela
| Lp. | Drużyna               | Pkt | Mecze | Mecze   | Mecze   | Sety | Sety | Sety  | Małe punkty | Małe punkty | Małe punkty |
| Lp. | Drużyna               | Pkt | M     | W (3:2) | P (2:3) | wyg. | prz. | ratio | zdob.       | str.        | ratio       |
| --- | --------------------- | --- | ----- | ------- | ------- | ---- | ---- | ----- | ----------- | ----------- | ----------- |
| 1   | Tokat Belediye Plevne | 6   | 2     | 2 (0)   | 0 (0)   | 6    | 0    | MAX   | 150         | 90          | 1.667       |
| 2   | Gio Strumica          | 3   | 2     | 1 (0)   | 1 (0)   | 3    | 4    | 0.750 | 96          | 85          | 1.129       |
| 3   | Prishtina Volley      | 0   | 2     | 0 (0)   | 2 (0)   | 1    | 6    | 0.167 | 175         | 246         | 0.711       |

Źródło: Balkan Volleyball Association (ang.)
Punktacja: 3:0 i 3:1 – 3 pkt; 3:2 – 2 pkt; 2:3 – 1 pkt; 1:3 i 0:3 – 0 pkt
Zasady ustalania kolejności: 1. liczba punktów; 2. stosunek setów; 3. stosunek małych punktów; 4. bilans w bezpośrednich meczach

### Wyniki spotkań
| Data       | Godzina | Drużyna 1             | Wynik | Drużyna 2        | Set 1 | Set 2 | Set 3 | Set 4 | Set 5 |
| ---------- | ------- | --------------------- | ----- | ---------------- | ----- | ----- | ----- | ----- | ----- |
| 02.10.2019 | 18:30   | Tokat Belediye Plevne | 3:0   | Prishtina Volley | 25:13 | 25:15 | 25:16 |       |       |
| 03.10.2019 | 18:30   | Gio Strumica          | 3:1   | Prishtina Volley | 21:25 | 25:20 | 25:20 | 25:20 |       |
| 04.10.2019 | 18:30   | Tokat Belediye Plevne | 3:1   | Gio Strumica     | 25:11 | 25:15 | 25:20 |       |       |

## Klasyfikacja końcowa
| Miejsce | Klub                  |
| ------- | --------------------- |
| 1       | Tokat Belediye Plevne |
| 2       | Gio Strumica          |
| 3       | Prishtina Volley      |